# It Doesn't Have to Make Sense
It Doesn't Have to Make Sense è il settimo album in studio della cantautrice statunitense Ingrid Michaelson, pubblicato nel 2016.

## Tracce
1. Light Me Up – 4:07
2. Whole Lot of Heart – 3:45
3. Miss America – 3:32
4. Another Life – 4:13
5. I Remember Her – 3:29
6. Drink You Gone – 3:40
7. Hell No – 2:54
8. Still the One – 2:32
9. Celebrate – 3:29
10. Old Days – 4:04